# Bourneau
Bourneau – miejscowość i gmina we Francji, w regionie Kraj Loary, w departamencie Wandea.
Według danych na rok 1990 gminę zamieszkiwały 722 osoby, a gęstość zaludnienia wynosiła 44 osób/km² (wśród 1504 gmin Kraju Loary Bourneau plasuje się na 714. miejscu pod względem liczby ludności, natomiast pod względem powierzchni na miejscu 718.).